# Omar Souidi
Omar Souidi (Merksem, 30 maart 1985) is een Belgisch strafpleiter.

## Levensloop
Omar Souidi richtte samen met zijn broer Mounir Souidi het Antwerpseadvocatenkantoor Souidi & Souidi Advocaten op. Hij verdedigde onder meer Erik Van der Paal en Joeri Dillen in de zaak rond projectontwikkelaar Land Invest Group en was advocaat van verschillende bv's, waaronder voetballer Radja Nainggolan, sterrenchef Nick Bril en schrijver en columnist Herman Brusselmans. Ook zijn de broers bekend vanwege hun verdediging van verscheidene drugscriminelen.
In april 2023 opende het parket een onderzoek naar een ongeval met vluchtmisdrijf in Schilde gepleegd door Souidi in maart dat jaar. In januari 2024 veroordeelde de politierechtbank in Antwerpen hem tot een boete van 2.000 euro en een rijverbod van drie en een halve maand waarvan een maand met uitstel. Hij ging in beroep, maar de correctionele rechtbank van Antwerpen veroordeelde hem tot een boete van 2.000 euro en een rijverbod van 60 dagen. Ook moest hij een haarstaal afstaan.

### Media
Souidi en zijn broer stonden model voor de advocaten in Patser (2018).
Hij nam deel aan het zestiende seizoen van De Slimste Mens ter Wereld. Na drie aflevering moest hij de quiz verlaten.
In 2020 waren Souidi en zijn broer te zien in het VIER-programma Justice For All.
In 2024 is hij te zien in De Expeditie op Play4.
Souidi was te gast in de voetbalpodcast MidMid (2022), het Canvas-programma Winteruur (2022) en de podcast De laatste 100 uur (2024).